# Mycena stylobates
Mycène à socle
Espèce
Mycena stylobates, communément appelé Mycène à socle, est une espèce de champignon non comestible de la famille des Mycenaceae. Présent en Amérique du Nord et en Europe, c'est une espèce très petite (0,5-1 cm) à chapeau blanc grisâtre, recouvert d'une pellicule gélatineuse séparable, à excroissances épineuses isolées visibles à la loupe. Les lames sont blanches, fines. Le pied est grêle, long reposant sur un disque basal. La caractéristique distinctive du champignon est le pied fragile, qui est fixé sur un disque plat marqué de rainures distinctes et bordé d'une rangée de soies. 

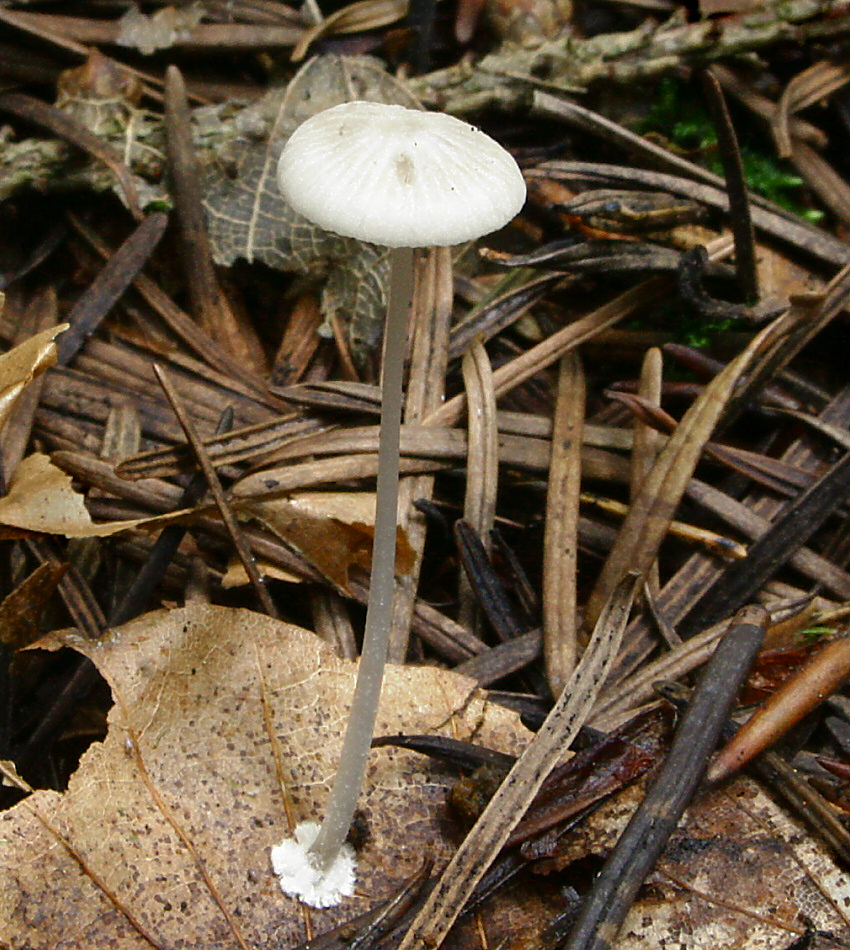
Le pied délicat repose sur un disque circulaire plat.

Les champignons poussent en petites troupes sur les feuilles et autres débris de feuillus et de conifèress. Les spores du champignon de 6–10 sur 3,5–4,5 μm sont blanches, lisses et en forme d'ellipsoïde. La chaire est fine, pâle et n'a ni odeur ni goût distincts.
On pense que le mycélium du champignon a des propriétés de bioluminescence.
Cette espèce, sans grand problème d'identification, peut se rencontrer à différents moments de l'année, après les pluies ou durant les périodes humides, parfois dès le mois de mai et les mois d'été, mais plus communément à l'automne jusqu'en novembre.

## Taxonomie
L'espèce a d'abord été nommée Agaricus stylobates par Christiaan Hendrik Persoon en 1801, et sous ce même nom par Elias Magnus Fries. Il a ensuite été transféré au genre Mycena en 1871 par Paul Kummer lorsqu'il a élevé de nombreuses "tribus" de Fries au rang de genre. L'espèce a également été placée dans les genres Basidopus par Franklin Sumner Earle en 1909, et Pseudomycena par Karel Cejp en 1930 ; ces deux genres ont depuis été subsumé dans Mycena.
Le mot grec stylobates signifie "base ou base de colonne". Le champignon est communément appelé "capot bulbeux". le mycologue Mordecai Cubitt Cooke l'a appelé "discoid Mycena" (le "Mycène à disque basal") dans son Handbook of British Fungi de 1871.

## Espèces similaires
Il existe plusieurs espèces de Mycena qui ont un disque basal semblable à M. stylobates. Mycena mucor est généralement plus petit que M. stylobates et pousse sur des feuilles de chêne tombées et en décomposition. Il a différentes cheilocystides, avec des excroissances très fines. De plus, la marge du disque basal n'est pas ciliée comme chez M. stylobates. M. bulbosa, une espèce qui pousse sur des tiges ligneuses dans des habitats humides, a des spores non amyloïdes et les bords des lamelles qui contiennent un fil gélatineux élastique dur.